# Rhabdomastix parva
Rhabdomastix parva is een tweevleugelige trong họ Limoniidae. Chúng phân bố ở miền Cổ bắc.